# Constance Lindsay Taylor
Constance Lindsay Taylor (10 gennaio 1907 – 2000) è stata una scrittrice e poetessa inglese.

## Biografia
Nata a Dovercourt, nell'Essex, esordì come scrittrice nel 1928, pubblicando versi, racconti e articoli su diversi periodici. Pubblicò il suo primo giallo nel 1948, Murder with Relish. Quattro anni dopo, il suo editore la convinse a utilizzare uno pseudonimo maschile, Guy Cullingford, per firmare il suo secondo giallo: If Wishes Were Hearses. L'opera più rappresentative dell'autrice è Post Mortem (1953, edito in Italia da Polillo con il titolo Il morto che non riposa), molto apprezzato dalla critica, cui seguirono altri nove polizieschi e parecchi racconti. La sua produzione è sconosciuta in Italia e, per la maggior parte, è oggi irreperibile in Inghilterra.

## Opere
- Murder with Relish (1948)
- If Wishes Were Hearses (1952)
- Post Mortem (1953, edito in Italia con il titolo Il morto che non riposa)
- Conjurer's Coffin (1954)
- Framed for Hanging (1956)
- The Whipping Boys (1958)
- A Touch of Drama (1960)
- Third Party Risk (1962)
- Brink of Disaster (1964)
- The Stylist (1968)
- The Bread and Butter Miss (1979)
- Bother at the Barbican (1991)
- Thirteen Short Stories (1993)